# 证券日报
《证券日报》是由经济日报报业集团主管、主办，《证券日报》社出版的报纸。

## 历史
该报于2001年1月8日创立，获中国证监会批准承继《经济日报》的证券市场信息披露资格，并先后获得了中国银监会、中国保监会及北京、上海、天津、重庆四大产权交易所的信息披露资格授权。
2018年，《证券日报》被中华人民共和国国家新闻出版广电总局新闻报刊司评为2017年全国“百强报刊”。2020年，《证券日报》获准继续作为上市公司信息披露的指定刊物之一。

## 争议
该报下属企业证券日报传媒股份有限公司（新三板除牌前：832051，简称：证券传媒）曾一度掌控《证券日报》的发行、广告、网络运营等全部经营性业务。成立之初，该公司名义上由《证券时报》社实际控制，但“明天系”下属的多个子公司持有该公司约36%的股权，导致该公司实际上已由肖建华实际控制，而《证券时报》从经营到内容也受到“明天系”的影响：该报曾多次刊登“明天系”对立公司的负面消息，并设置免于负面报道的“白名单”，其中多为“明天系”关联公司，例如在监管当局对当时受“明天系”实际控制的恒泰证券予以批评时，《证券时报》曾反向刊登对该证券公司的正面稿件。2017年1月4日，证券传媒宣布停牌。1月25日，《证券日报》社收回了该公司的信息披露代理业务授权。2月，因严重违反中国共产党党纪，《证券日报》社前社长谢镇江被撤职、开除党籍并接受调查。7月3日，证券传媒通过不按期披露年报的方式自全国中小企业股份转让系统摘牌，公告以1.59亿元人民币回购16.94%的股份并注销，此举被认为是清理《证券时报》下属公司股权行动的一部分。

## 外部連結
- 证券日报网（中国资本证券网） （页面存档备份，存于）
- 证券传媒网 （页面存档备份，存于）